# Condado de Grayson (Virginia)
El condado de Grayson (en inglés: Grayson County) es un condado en el estado estadounidense de Virginia. En el censo de 2000 el condado tenía una población de 17.917 habitantes. La sede del condado es Independence. El condado fue formado en 1793 a partir de una porción del condado de Wythe. Fue nombrado en honor a William Grayson, uno de los dos primeros senadores de Virginia.

## Geografía
Según la Oficina del Censo, el condado tiene un área total de 1.155 km² (446 sq mi), de la cual 1.146 km² (443 sq mi) es tierra y 8 km² (3 sq mi) (0,73%) es agua. El punto más alto del estado de Virginia, el monte Rogers, se encuentra dentro del condado.

### Condados adyacentes
- Condado de Wythe (noreste)
- Condado de Carroll (este)
- Galax (ciudad independiente, sureste)
- Condado de Surry, Carolina del Norte (sureste)
- Condado de Ashe, Carolina del Norte (sur)
- Condado de Alleghany, Carolina del Norte (sur)
- Condado de Johnson, Tennessee (suroeste)
- Condado de Washington (oeste)
- Condado de Smyth (noroeste)

### Áreas protegidas nacionales
- Blue Ridge Parkway
- George Washington and Jefferson National Forests
- Mount Rogers National Recreation Area

## Demografía
En el  censo de 2000, hubo 17.917 personas, 7.259 hogares y 5.088 familias residiendo en el condado. La densidad poblacional era de 40 personas por milla cuadrada (16/km²). En el 2000 había 9.123 unidades unifamiliares en una densidad de 21 por milla cuadrada (8/km²). La demografía del condado era de 91,70% blancos, 6,79% afroamericanos, 0,12% amerindios, 0,07% asiáticos, 0,03% isleños del Pacífico, 0,70% de otras razas y 0,60% de dos o más razas. 1,55% de la población era de origen hispano o latino de cualquier raza. 
La renta promedio para un hogar del condado era de $28.676 y el ingreso promedio para una familia era de $35.076. En 2000 los hombres tenían un ingreso medio de $24.126 versus $17.856 para las mujeres. La renta per cápita para el condado era de $16.768 y el 13,60% de la población estaba bajo el umbral de pobreza nacional.

## Ciudades y pueblos
- Baywood
- Elk Creek
- Fries
- Independence
- Mouth of Wilson
- Whitetop